# Francis Lothian Nicholson
Francis Lothian Nicholson, britanski general, * 1884, † 18. julij 1953.

## Družina
Rodil se je generalu Sir Lothian Nicholsonu. Poročil se je z Doro Mary Loraine Stopford, hčerko kontraadmirala Hon. Walterja Stopforda.

## Odlikovanja
- Military Cross
- Distinguished Service Order
- red kopeli